# ليودميلا سيميكينا
ليودميلا نيكولافينا سيميكينا (الأوكرانية: Людмила Миколаївна Семикіна)؛ (23 أغسطس 1924-12 يناير 2021) فنانة ورسامة أوكرانية من أوديسا.

## بيوغرافيا
تخرجت سميكينا من مدرسة غريكوف أوديسا للفنون في عام 1943م، ومن معهد كييف الحكومي للفنون في عام 1953م. اشتهرت برسم العديد من الأعمال الفنية بما في ذلك اللوحات والمناظر الطبيعية والحياة الساكنة في أوديسا. انضمت سيميكينا إلى نادي الشباب المبدعين في كييف عام 1963م، وأنشأت لوحة من الزجاج الملون تصور تاراس شيفتشينكو الغاضب وهو يحمل امرأة تتعرض للضرب وكتاب في العام التالي. كانت المرأة التي تعرضت للضرب في عمل سيميكينا هي تمثيلها لأوكرانيا. بالقرب من اللوحة عبارة «سأمجد هؤلاء العبيد الصغار الأغبياء، سأضع الكلمة بجانبهم». وقد رسمت اللوحة لجامعة كييف، لكن الجامعة في مرحلة لاحقة أتلفت اللوحة. وبعد فترة وجيزة تم طرد سيميكينا من اتحاد الفنانين في جمهورية أوكرانيا الاشتراكية السوفيتية لمدة عام بسبب الأنشطة السياسية التي كانت تقوم بها عام 1968م. ثم عادت لتكون عضواً عضوًا مرة أخرى في عام 1988م.

## الأعمال الفنية
- صورة جماعية للترسانات البلشفية القديمة (1954).
- في ميناء أوديسا.
- مساء الشتاء
- الشفق «بعد الدورة» (الكل - 1954).
- يوم عاصف (1957).
- ترميم الرصيف (1960).
- الصباح (1961).
- أسطورة كييف (1966).
- نافذة الزجاج الملون

### الأدب
- تاراس شيفتشينكو في جامعة كييف (شاركت في تأليفه واتلفت في مايو 1964).
- سكتشات أزياء لفيلم «زهار بركوت» (1970-1971).
- موسوعة الدراسات الأوكرانية / ف. كوبيوفيتش. - باريس؛ نيويورك.
- يونغ لايف، 1954-1989. فن أوكرانيا: دليل السيرة الذاتية، [8]
- "الموسوعة الأوكرانية، 1997. ص 531-532. سيميكينا، سيميكينا (1997). Ukrainian Encyclopedia (ط. الأولى). ISBN:5-88500-071-9.

### المباني
- السهوب السكيثية.
- أسطورة بولندية.
- العصر الأميري.
- ريترو.
- حديث (1965-1996).
- تصميم محطة مترو بوتشاينا (1980).